# أدولف ساكس
أنتوني-جوزيف آدولف" ساكس (بالفرنسية: Adolphe Sax)‏ ‏(6 نوفمبر 1814 - 4 فبراير1894) كان مصمم آلات موسيقية بلجيكي، وموسيقار يعزف على آلتي الفلوت والكلارينيت، يُعرف باختراعه لآلة الساكسفون.

## حياته
ولد آدولف في دينانت، والونيا في بلجيكا لوالده تشارلز-جوزيف ساكس والذي كان أيضا مصمم آلات موسيقية والذي أجرى العديد من التعديلات على تصميم آلة الهورن. بدأ أدولف بتصنيع الأدوات الموسيقية في عمر صغير، وشارك في مسابقات في عمر خمسة عشر عاما. ومن ثم درس طريقة عزف آلتي الفلوت والكلارينيت في المدرسة الملكية للغناء في بروكسل.
انتقل آدولف في عام 1841 إلى باريس ليبدأ بتصنيع الأدوات الموسيقية هناك. وهناك قام بتطوير ما يعرف باسم آلة الساكسفون في عام 1846.
عانى آدولف من سرطان الشفة بين 1853 و 1858 ولكنه تعافى منه. توفي عام 1894 في باريس.

## معرض صور

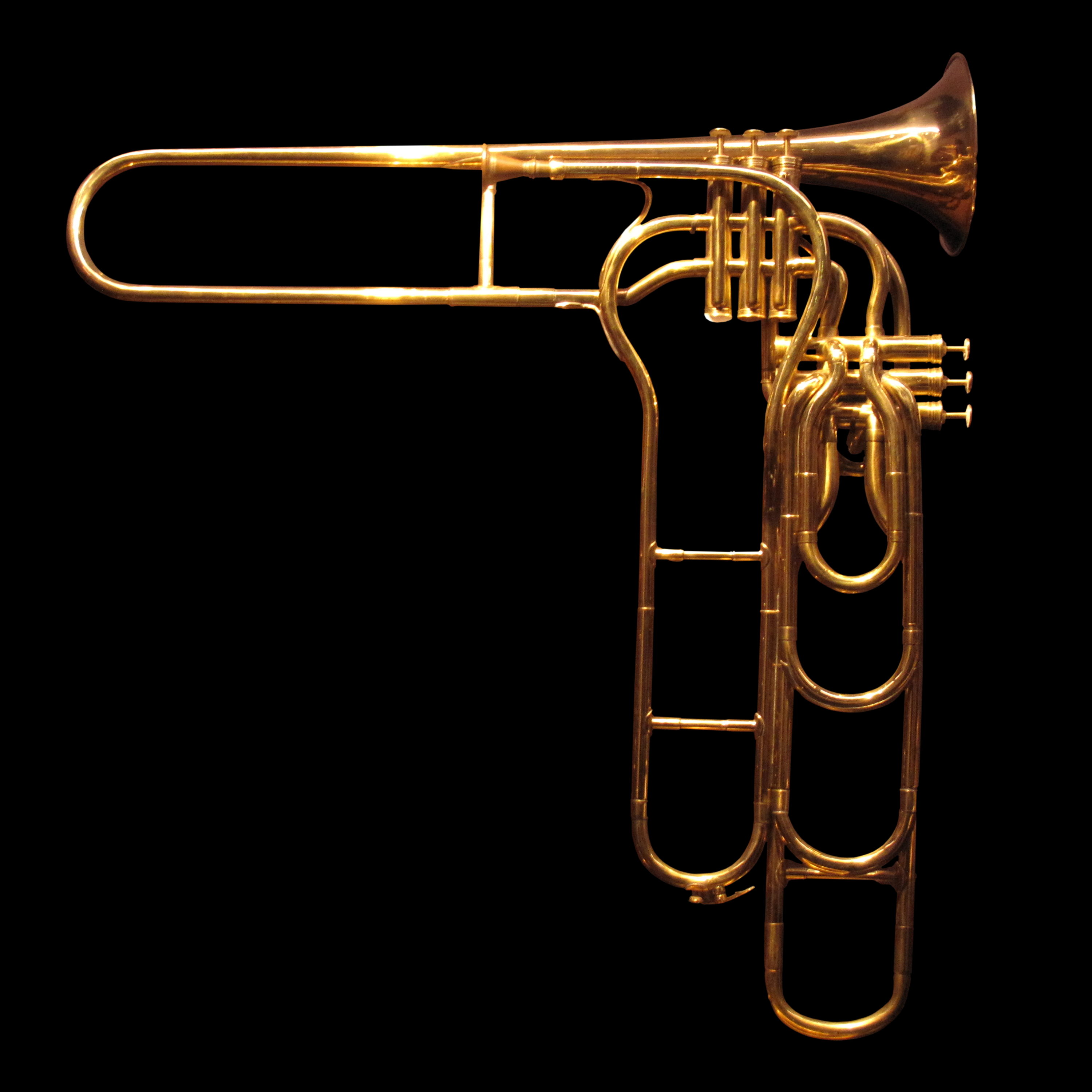
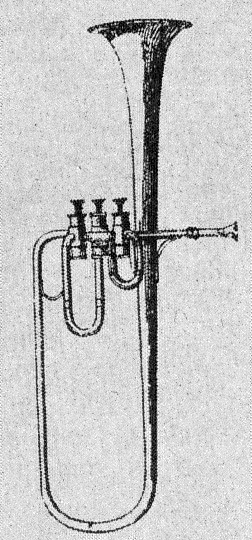
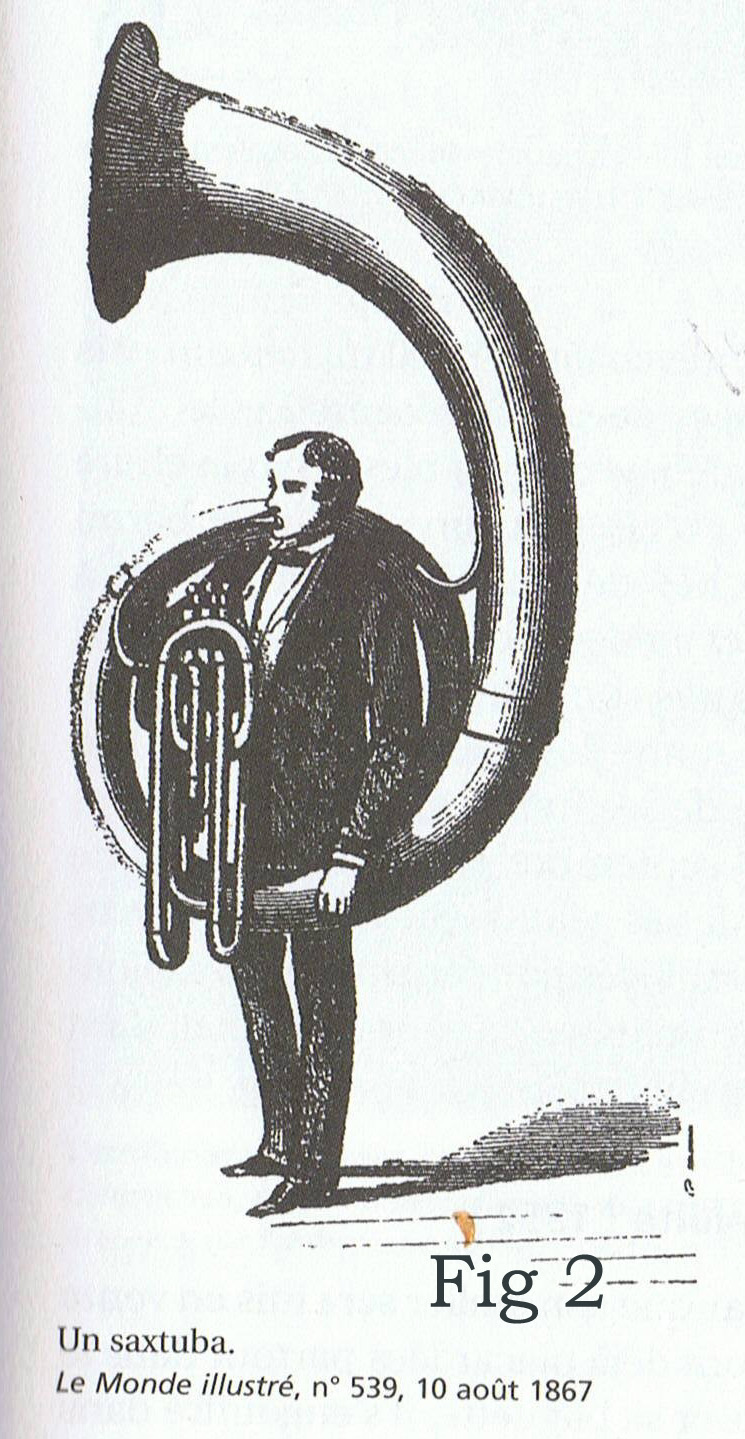
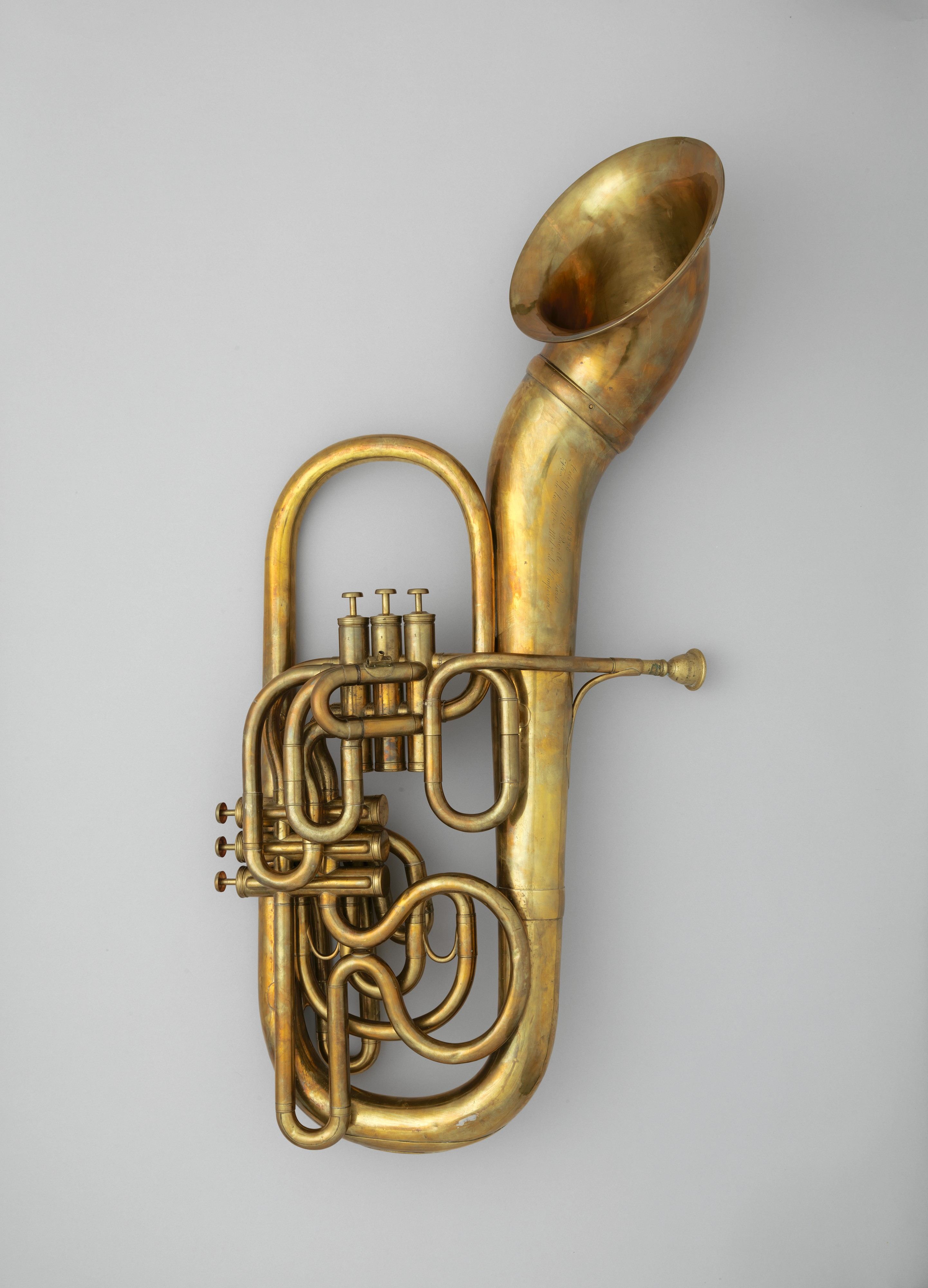
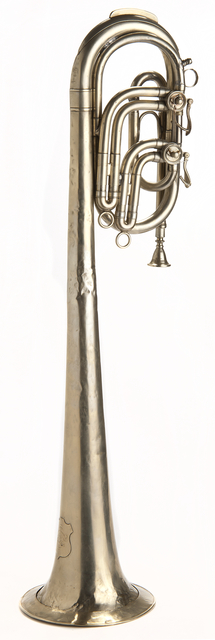